# Парихузовце
Парихузовце (слч. Parihuzovce) насељено је мјесто са административним статусом сеоске општине (слч. obec) у округу Сњина, у Прешовском крају, Словачка Република.

## Становништво
| Година:    | 1994. | 2004.    | 2014. | 2024. |
| ---------- | ----- | -------- | ----- | ----- |
| Број људи: | 41    | 25       | 30    | 27    |
| Разлика:   |       | -39,02 % | +20 % | -10 % |

| Година:    | 2023. | 2024. |
| ---------- | ----- | ----- |
| Број људи: | 27    | 27    |
| Разлика:   |       | +0 %  |

Према подацима о броју становника из 2024. године насеље је имало 27 становника.